# Saskia Esken
Saskia Esken, née à Stuttgart le 28 août 1961, est une femme politique allemande. Elle est co-présidente du Parti social-démocrate d'Allemagne depuis 2019 et députée au Bundestag depuis 2013.

## Biographie
Saskia Esken, née Hofer à Stuttgart a d'abord étudié les lettres et la sociologie, qu'elle laisse inachevée. Elle obtient en 1990 un certificat professionnel en informatique. Elle a travaillé dans ce domaine jusqu'à la naissance de ses enfants.

## Parcours politique
Saskia Esken entre au SPD en 1990. Elle est membre du Bundestag depuis 2013, élue dans le Bade-Wurtemberg au scrutin de liste. Elle siège au sein de la commission sur la stratégie numérique.
Elle est rapporteure auprès de son groupe parlementaire sur la vie privée, la sécurité informatique, l'éducation numérique et l'administration en ligne. De 2013 à 2017, Esken est membre de la commission de l'éducation, de la recherche et de l'évaluation technologique ainsi que du conseil consultatif parlementaire sur le développement durable.
Au sein de son groupe parlementaire, elle fait partie du groupe de travail sur les questions numériques (depuis 2014) et sur la protection des consommateurs (depuis 2018), et elle est membre de la Gauche parlementaire (de), l'aile gauche du SPD au Bundestag.
Lors des négociations pour former gouvernement de coalition sous la chancelière d'Angela Merkel à la suite des élections de 2017, elle est membre d'un groupe de travail sur la politique numérique avec Helge Braun, Dorothee Bär et Lars Klingbeil.
Elle est candidate à la direction du SPD avec Norbert Walter-Borjans lors des élections internes. Ils remportent le second tour des élections en novembre 2019.

## Positions politique
En mars 2019, Esken s'oppose à la directive de l'Union européenne sur le droit d'auteur dans le marché unique numérique et son article 13.
La même année, elle appelle à plusieurs reprises une renégociation du traité de coalition du cabinet Merkel IV, notamment sur les questions de dépenses gouvernementales et la politique sur le changement climatique.

### Controverse
En 2020, le bureau du procureur général de Berlin reçoit des centaines de plaintes accusant Saskia Esken de diffamation pour avoir utilisé le terme « Covidiots » sur Twitter ; Esken avait déclaré que les manifestants lors d'une marche à Berlin menaçaient la santé des autres en violant les règles de distanciation sociale et en ignorant les exigences de port de masques faciaux. Les procureurs ont rejeté les plaintes en justice, arguant qu'Esken exerçait son droit constitutionnel d'exprimer son opinion,.